# 張夫人 (前秦)
张氏（4世纪？—385年），前秦壮烈天王苻坚的妃嫔，封为夫人。
385年，苻坚迫于西燕皇帝慕容冲的攻势，带着张夫人和苻詵、苻宝、苻锦一起逃到五将山，被姚苌借机活捉，囚禁在新平佛寺（今彬縣南靜光寺），迫他答應讓位，苻堅堅決不允。苻堅對張夫人說“不可令羌奴污辱我女兒”，于是先亲手殺死了兩個女兒苻寶、苻錦。随後，姚萇派人縊死了苻堅。張氏和苻詵亦自殺。